# Утакмице фудбалске репрезентације Мађарске 1931.
| Домаћин · 1931 | Гост · 1931 |

Фудбалска репрезентација Мађарске је током 1930. године одиграла осам утакмица, од којих пет утакмица у такмичењу за Купа Европе а три утакмице су биле пријатељског карактера.
Савезни селектор националног тима је био:
- Лајош Мариаши

## Утакмице
| [[Фудбалска репрезентација Чехословачке {{{altlink2}}}\|Чехословачка]] | 3 : 3 (2 : 2) | Мађарска         |
| ---------------------------------------------------------------------- | ------------- | ---------------- |
| Ф. Свобода 35’ 66’ · Јунек 45’                                         | Извештај      | Авар 11’ 33’ 53’ |

| Мађарска                                                                 | 6 : 2 (2 : 2) | Швајцарска        |
| ------------------------------------------------------------------------ | ------------- | ----------------- |
| Авар 3’ 71’ 87’ · П. Сабо 35’ (11-esböl) · Калмар 75’ · Михаљ Танцош 76’ | Извештај      | Абеглен III 4’ 8’ |

| Аустрија | 0 : 0    | Мађарска |
| -------- | -------- | -------- |
|          | Извештај |          |

| Југославија                                        | 3 : 2 (1 : 1) | Мађарска     |
| -------------------------------------------------- | ------------- | ------------ |
| Тирнанић 19’ · Хитрец 55’ (11-esböl) · Лемешић 83’ | Извештај      | Авар 35’ 50’ |

| Мађарска                          | 3 : 0 (3 : 0) | Чехословачка |
| --------------------------------- | ------------- | ------------ |
| Тураи 10’ · Авар 16’ · Калмар 32’ | Извештај      |              |

| Мађарска               | 2 : 2 (1 : 0) | Аустрија      |
| ---------------------- | ------------- | ------------- |
| П. Сабо 41’ · Шпиц 65’ | Извештај      | Зишек 58’ 86’ |

| Мађарска               | 3 : 1 (2 : 1) | Шведска  |
| ---------------------- | ------------- | -------- |
| Шпиц 3’ · Авар 34’ 56’ | Извештај      | Ридел 9’ |

| Италија                                | 3 : 2 (1 : 0) | Мађарска     |
| -------------------------------------- | ------------- | ------------ |
| Либонати 22’ · Орси 58’ · Чезарини 90’ | Извештај      | Авар 54’ 62’ |

Састав репрезентације Мађарске на 148. утакмици
Игнац Амшел, Ђула Манди, Тивадар Терек II, Ференц Боршањи, Габор Компоти Клебер, Лајош Корањи I, Алберт Штрек, Иштван Авар, Јожеф Тураи, Илеш Шпиц, Габор П. Сабо
- Селектор: Лајош Мариаши[2]

Састав репрезентације Мађарске на 149. утакмици
Режу Хуберт, Ђула Дудаш, Ђула Манди, Антал Лика, Габор Компоти Клебер, Ђула Лазар, Михаљ Танцош, Иштван Авар, Јене Калмар, Илеш Шпиц, Габор П. Сабо
- Селектор: Лајош Мариаши[3]

Састав репрезентације Мађарске на 150. утакмици
Карољ Галина, Ђула Дудаш, Ђула Манди, Антал Лика, Габор Компоти Клебер, Лајош Корањи I, Михаљ Танцош, Јулиу Баратки, Јожеф Тураи, Јене Калмар, Пал Титкош
- Селектор: Лајош Мариаши[4]

Састав репрезентације Мађарске на 151. утакмици
Карољ Галина, Ђула Манди, Тивадар Терек, Ференц Боршањи, Лајош Луц, Лајош Корањи, Михаљ Танцош, Иштван Авар, Ђерђ Шароши, Јожеф Тураи, Вилмош Кохут
- Селектор: Лајош Мариаши

Састав репрезентације Југославије
Јован Спасић, Милутин Ивковић, Марко Микачић, Милорад Арсенијевић, Данијел Премерл, Момчило Ђокић, Александар Тирнанић, Благоје Марјановић, Иван Хитрец, Лео Лемешић, Добривоје Зечевић
- Селектор: Бошко Симоновић[5]

Састав репрезентације Мађарске на 152. утакмици
Јанош Акнаи, Ђула Дудаш, Ђула Манди, Ференц Боршањи, Ђерђ Шароши, Ђула Лазар, Имре Маркош, Иштван Авар, Јене Калмар, Јожеф Тураи, Ференц Хирцер
- Селектор: Лајош Мариаши[6]

Састав репрезентације Мађарске на 153. утакмици
Јанош Акнаи, Ђула Дудаш, Ђула Манди, Ференц Боршањи, Ђерђ Шароши, Ђула Лазар, Бела Дреслер, Иштван Авар, Јожеф Тураи, Илеш Шпиц, Габор П. Сабо
- Селектор: Лајош Мариаши[7]

Састав репрезентације Мађарске на 154. утакмици
Јожеф Ујвари, Ђула Дудаш, Лајош Корањи I, Антал Лика, Ђерђ Шароши, Ђула Лазар, Ласло Фењвеши, Иштван Авар, Јожеф Тураи, Илеш Шпиц, Ференц Хирцер
- Селектор: Лајош Мариаши[8]

Састав репрезентације Мађарске на 155. утакмици
Јожеф Ујвари, Ђула Дудаш, Ференц Кочиш, Ференц Боршањи, Ђерђ Шароши, Ђула Лазар, Пал Титкош, Јожеф Такач II, Јене Калмар, Иштван Авар, Ференц Хирцер
- Селектор: Лајош Мариаши[9]

## Играчи репрезентације
| - Иштван Авар - Јене Калмар - Јожеф Тураи - Илеш Шпиц - Лајош Корањи - Алберт Штрек - Ђула Лазар - Ђула Баратки - Пал Титкош - Ђерђ Шароши - Ференц Хирцнер - Јожеф Такач |